# Haralahalli, Hassan
Haralahalli là một làng thuộc tehsil Hassan, huyện Hassan, bang Karnataka, Ấn Độ.